# العلاقات الإريترية البوليفية
العلاقات الإريترية البوليفية هي العلاقات الثنائية التي تجمع بين إريتريا وبوليفيا.

## مقارنة بين البلدين
هذه مقارنة عامة ومرجعية للدولتين:
| وجه المقارنة                                              | إريتريا                                      | بوليفيا                                          |
| --------------------------------------------------------- | -------------------------------------------- | ------------------------------------------------ |
| المساحة (كم2)                                             | 117.60 ألف                                   | 1.10 مليون                                       |
| عدد السكان (نسمة)                                         | 6.33 مليون                                   | 11.05 مليون                                      |
| الكثافة السكانية (ن./كم²)                                 | 53.83                                        | 10.05                                            |
| العاصمة                                                   | أسمرة                                        | سوكري، لاباز                                     |
| اللغة الرسمية                                             | اللغة التغرينية، اللغة العربية، لغة إنجليزية | اللغة الإسبانية، اللغة الأيمرية، كتشوا، غوارانية |
| العملة                                                    | ناكفا                                        | بوليفاريو بوليفي                                 |
| الناتج المحلي الإجمالي (بليون دولار)                      | 2.61 مليار                                   | 37.51 مليار                                      |
| الناتج المحلي الإجمالي (تعادل القوة الشرائية) بليون دولار |                                              | 74.58 مليار                                      |
| الناتج المحلي الإجمالي الاسمي للفرد دولار أمريكي          |                                              | 3.08 ألف                                         |
| الناتج المحلي الإجمالي للفرد دولار أمريكي                 |                                              | 6.63 ألف                                         |
| مؤشر التنمية البشرية                                      | 0.391                                        | 0.662                                            |
| رمز المكالمات الدولي                                      | +291                                         | +591                                             |
| رمز الإنترنت                                              | .er                                          | .bo                                              |
| المنطقة الزمنية                                           | ت ع م+03:00                                  | 00                                               |

## منظمات دولية مشتركة
يشترك البلدان في عضوية مجموعة من المنظمات الدولية، منها:
| علم المنظمة | اسم المنظمة                        | تاريخ انضمام إريتريا | تاريخ انضمام بوليفيا |
| ----------- | ---------------------------------- | -------------------- | -------------------- |
|             | مؤسسة التمويل الدولية              | 11 أكتوبر 1995       | 20 يوليو 1956        |
|             | منظمة حظر الأسلحة الكيميائية       | ?                    | ?                    |
|             | يونسكو                             | 2 سبتمبر 1993        | 13 نوفمبر 1946       |
|             | الاتحاد الدولي للاتصالات           | 6 أغسطس 1993         | 1 يونيو 1907         |
|             | الأمم المتحدة                      | 28 مايو 1993         | 14 نوفمبر 1945       |
|             | منظمة الشرطة الجنائية الدولية      | ?                    | ?                    |
|             | البنك الدولي للإنشاء والتعمير      | 6 يوليو 1994         | 27 ديسمبر 1945       |
|             | الاتحاد البريدي العالمي            | ?                    | ?                    |
|             | مؤسسة التنمية الدولية              | 6 يوليو 1994         | 21 يونيو 1961        |
|             | وكالة ضمان الاستثمار متعدد الأطراف | 10 سبتمبر 1996       | 3 أكتوبر 1991        |

## وصلات خارجية
- موقع وزارة الخارجية البوليفية